# Katharine Lucke
Katharine E. Lucke (1875-1962) est une organiste, professeur de musique et compositrice américaine.

## Biographie
Lucke est diplômée de l'Institut Peabody en 1904. Après avoir terminé ses études, elle vit et travaille à Baltimore, Maryland.
Elle a été organiste à la First Church Unitarian (en) à Baltimore, et a commencé à enseigner à Peabody en 1919.
Les papiers de Lucke sont conservés à l'Intitut Peabody.

## Œuvres
Lucke a composé principalement des chants, de la  musique sacrée, de la musique de chambre et des compositions pour instrument seul.
- A Song on the Wind, Mo Bron! de Katharine E Lucke (Musique) et William Sharp (paroles) (1947)
- My Harp of Many Strings: Sacred Song de Louise B. Brownell (paroles) et Katharine E. Lucke (Musique) (1944)
- Longing de Katharine E. Lucke (Musique) et William Sharp (paroles)
- Candles
- Allegretto, pour orgue
- Andante Cantabile pour orchestre de chambre

Certaines œuvres de Lucke sont enregistrées et disponibles sur CD : 
- Historic Organs of Baltimore (1995)[4]